# Lazharia
Lazharia (em árabe: الازھرية) é uma comuna localizada na província de Tissemsilt, Argélia. Sua população estimada em 2008 era de 8 071 habitantes.